# 张蔚文
张蔚文（1943年2月—），男，浙江慈溪人，中华人民共和国政治人物。

## 生平
张蔚文1943年2月出生于浙江慈溪。1967年9月毕业于南京工学院动力系热动专业。1974年1月加入中国共产党。1990年3月，张蔚文始任浙江省电力局局长。1996年3月出任宁波市人民政府市长，2002年1月当选浙江省政协副主席，并于任上退休。在此期间曾担任浙江省总工会主席等职务。